# Фугероль
Фугеро́ль (фр. Fougueyrolles) — коммуна во Франции, находится в регионе Аквитания. Департамент — Дордонь. Входит в состав кантона Пеи-де-Монтень и Гюрсон. Округ коммуны — Бержерак.
Код INSEE коммуны — 24189.

## География
Коммуна расположена приблизительно в 480 км к югу от Парижа, в 65 км восточнее Бордо, в 55 км к юго-западу от Перигё.

### Климат
Климат умеренный океанический со средним уровнем осадков, которые выпадают преимущественно зимой. Лето здесь долгое и тёплое, однако также довольно влажное, здесь не бывает регулярных периодов летней засухи. Средняя температура января — 5 °C, июля — 18 °C. Изредка вследствие стечения неблагоприятных погодных условий может наблюдаться непродолжительная засуха или случаются поздние заморозки. Климат меняется очень часто, как в течение сезона, так и год от года.

## Население
Население коммуны на 2010 год составляло 472 человека.
| 1962 | 1968 | 1975 | 1982 | 1990 | 1999 | 2010 |
| ---- | ---- | ---- | ---- | ---- | ---- | ---- |
| 495  | 477  | 385  | 375  | 383  | 429  | 472  |

## Администрация
| Период | Период | Фамилия           | Партия       | Примечания    |
| ------ | ------ | ----------------- | ------------ | ------------- |
| 1996   | 2001   | М. Тайар          | беспартийный |               |
| 2001   | 2014   | Филипп Кузине     | беспартийный | служащий SNCF |
| 2014   | 2020   | Жислен Пантаротто |              |               |

## Экономика
В 2010 году среди 302 человек трудоспособного возраста (15-64 лет) 220 были экономически активными, 82 — неактивными (показатель активности — 72,8 %, в 1999 году было 70,5 %). Из 220 активных жителей работали 201 человек (110 мужчин и 91 женщина), безработных было 19 (9 мужчин и 10 женщин). Среди 82 неактивных 21 человек были учениками или студентами, 39 — пенсионерами, 22 были неактивными по другим причинам.

## Транспорт
На юге коммуны расположен аэродром Сент-Фуа-ла-Гранд.

## Фотогалерея

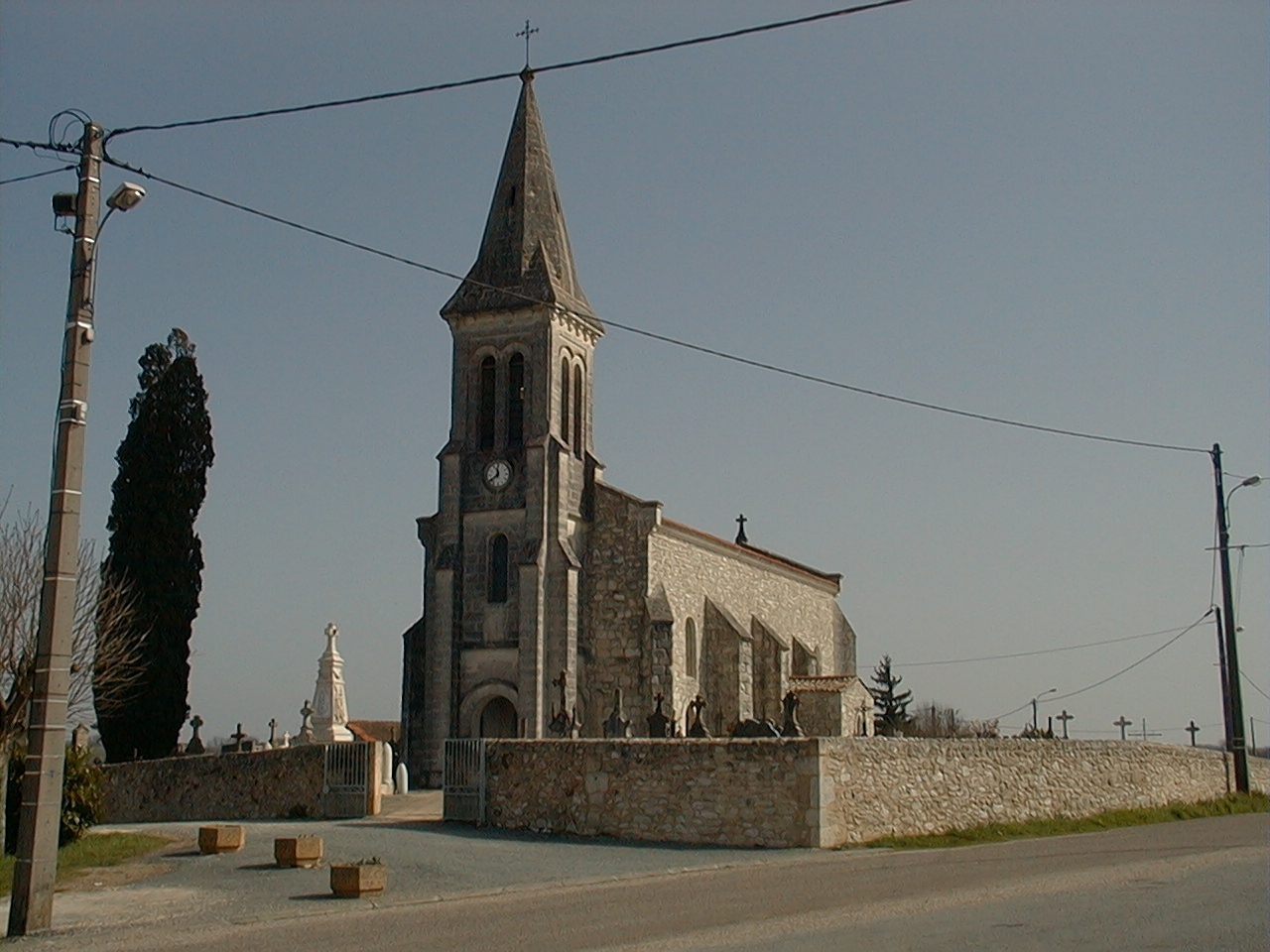
Церковь Свв. Петра и Павла
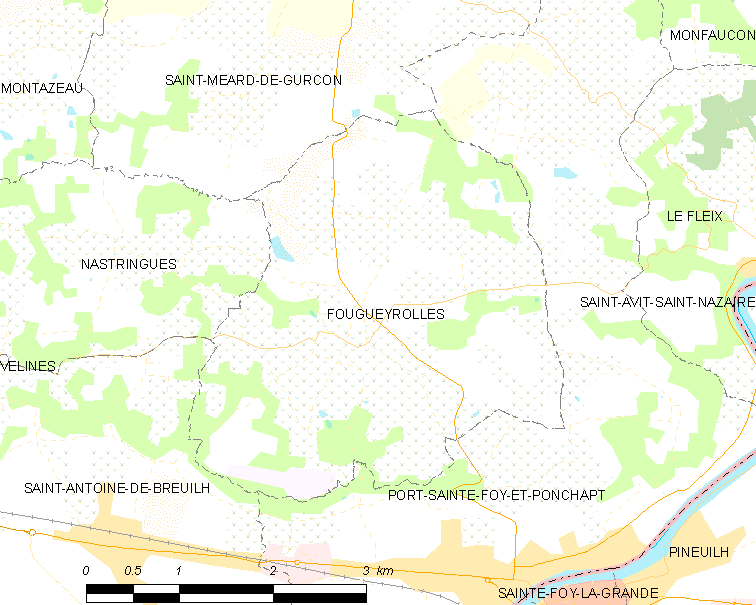
Карта коммуны